# Kỳ Ma
Kì Ma (mất 134, trị vì 112–134) là người cai trị thứ sáu của Tân La, một trong Tam Quốc Triều Tiên. Ông thường được gọi là Kỳ Ma ni sư kim, ni sư kim (isageum) là một tước hiệu vào thời kỳ đầu của Tân La. Là một hậu duệ của người sáng lập nên vương quốc là Hách Cư Thế, ông mang họ Phác (Bak). Kì Ma là con trai cả của vị quốc vương tiền vị là Bà Sa và Sử Tỉnh phu nhân (Saseong). Ông kết hôn với Ái Lễ phu nhân (Aerye) họ Kim.
Trong giai đoạn trị vì của ông, quan hệ giữa Tân La và Bách Tế là hòa bình, theo một thỏa thuận đình chiến từ thời Bà Sa. Khi người Mạt Hạt tấn công từ phía bắc năm 125, Kì Ma đã thỉnh cầu trợ giúp từ Bách Tế, và Kỉ Lâu Vương đã gửi đến một đội quân giúp đẩy lui thành công quân địch. Quan hệ với liên minh Già Da (Gaya) cũng trong trạng thái hòa bình sau các nỗ lực vượt sông Nakdong (Lạc Đông) không thành công của Kì Ma vào các năm 115 và 116. Năm 123, ông lập quan hệ với Nụy Quốc tại Nhật Bản.
Kì ma qua đời mà không có con trai để kế vị.